# Amphiesma kerinciense
Amphiesma kerinciense este o specie de șerpi din genul Amphiesma, familia Colubridae, descrisă de Armand David și Atulananda Das în anul 2003. Conform Catalogue of Life specia Amphiesma kerinciense nu are subspecii cunoscute.